# Ulm Challenger 2001
Lo Ulm Challenger 2001 è stato un torneo di tennis facente parte della categoria ATP Challenger Series nell'ambito dell'ATP Challenger Series 2001. Il torneo si è giocato a Ulma in Germania dal 2 all'8 luglio 2001 su campi in terra rossa.

## Vincitori

### Singolare
Nikolaj Davydenko ha battuto in finale  Irakli Labadze con il punteggio di 4–6, 7–6(2), 7–5

### Doppio
František Čermák /  David Škoch hanno battuto in finale  Brandon Coupe /  Tim Crichton con il punteggio di 6–2, 6–4